# Rozeklanec
Rozeklanec (Doryopteris) je rod kapradin z čeledi křídelnicovité. Jsou to pozemní, nevelké kapradiny se zajímavě tvarovanými dlanitými listy. Rod zahrnuje asi 35 druhů a je rozšířen v tropech téměř celého světa, zejména v tropické Americe. Některé druhy jsou pro zajímavý vzhled pěstovány ve sklenících botanických zahrad.

## Popis
Rozeklance jsou drobné až středně velké, pozemní nebo litofytní kapradiny. Oddenek je přímý až plazivý, pokrytý kopinatými až úzce vejčitými, zpravidla dvoubarevnými plevinami. Cévní svazky jsou typu diktyostélé. Listy jsou tenké až kožovité, stejnotvaré nebo poněkud dvoutvárné (fertilní listy mají u některých druhů delší řapíky a jemněji členěnou čepel), dlouze řapíkaté. Řapík je většinou lesklý, červenohnědý až černý, delší nebo asi stejně dlouhý jako čepel. Cévní svazky v řapíku jsou tvořeny jedním svazkem ve tvaru V či U, případně dvěma svazky. Čepel je většinou znoženě či dlanitě 1x až 3x laločnatá až dělená, řidčeji zpeřená, trojlaločná nebo celistvá, celokrajná nebo na okraji řídce vroubkovaná. Okraj čepele je často chrupavčitý a bíle, hnědě nebo černě zbarvený. Žilnatina je tvořena volnými nebo spojujícími se žilkami. Střední žebro i hlavní postranní žebra na rubu listu jsou tmavě zbarvená, menší žilky jsou málo zřetelné. Na bázi čepele je často pupen z něhož vyrůstají adventivní rostlinky.
Výtrusné kupky jsou slité, umístěné podél komisurní žilky spojující konce žilek a jdoucí podél listového okraje. Parafýzy chybějí. Výtrusnice jsou dlouze stopkaté. Ostěry chybějí, výtrusnice jsou kryté zahnutým okrajem listové čepele tvořícím nepravou ostěru. Spory jsou žluté až hnědé, kulovité až zaobleně čtyřstěnné, triletní.

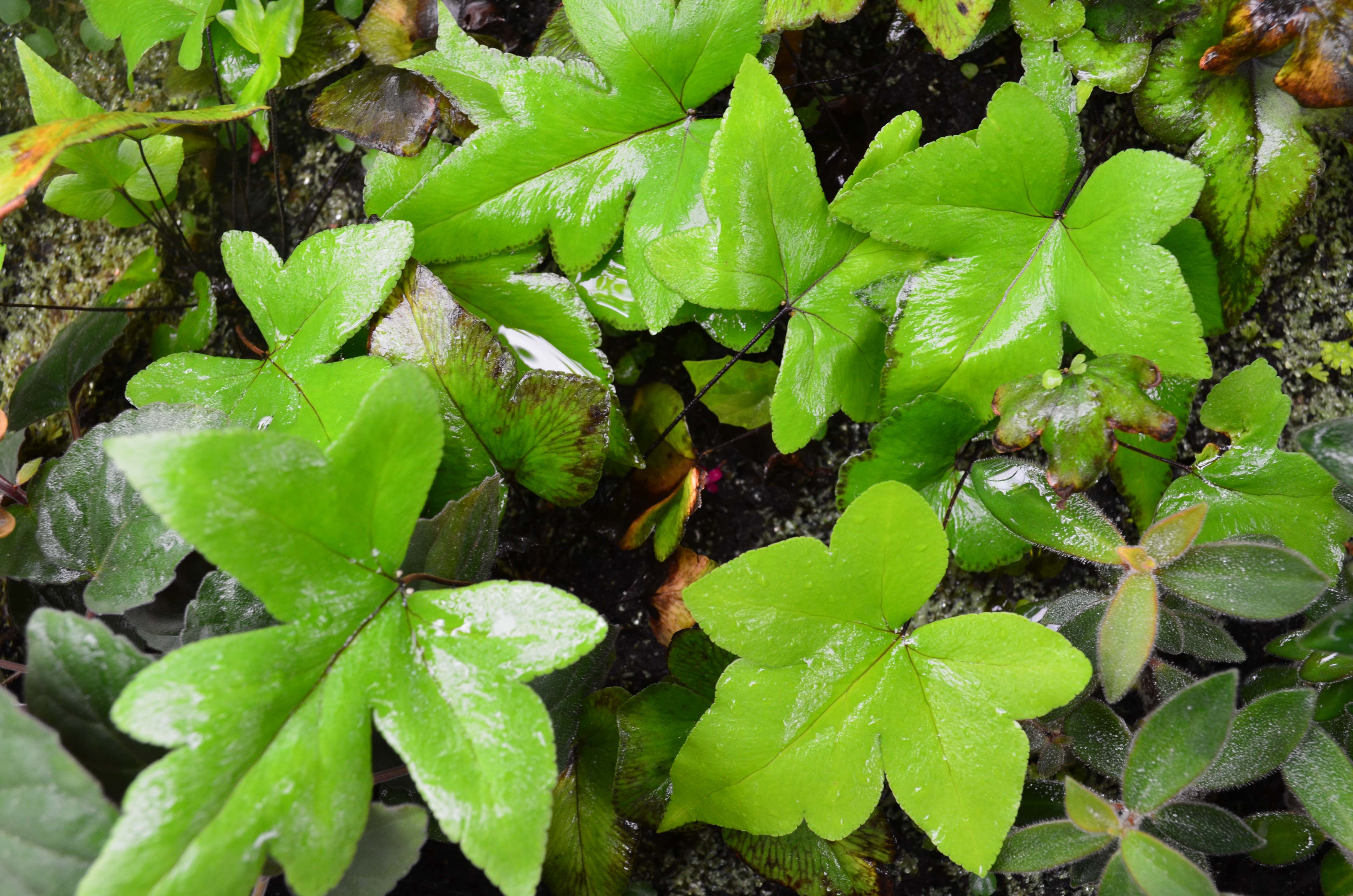
Doryopteris palmata
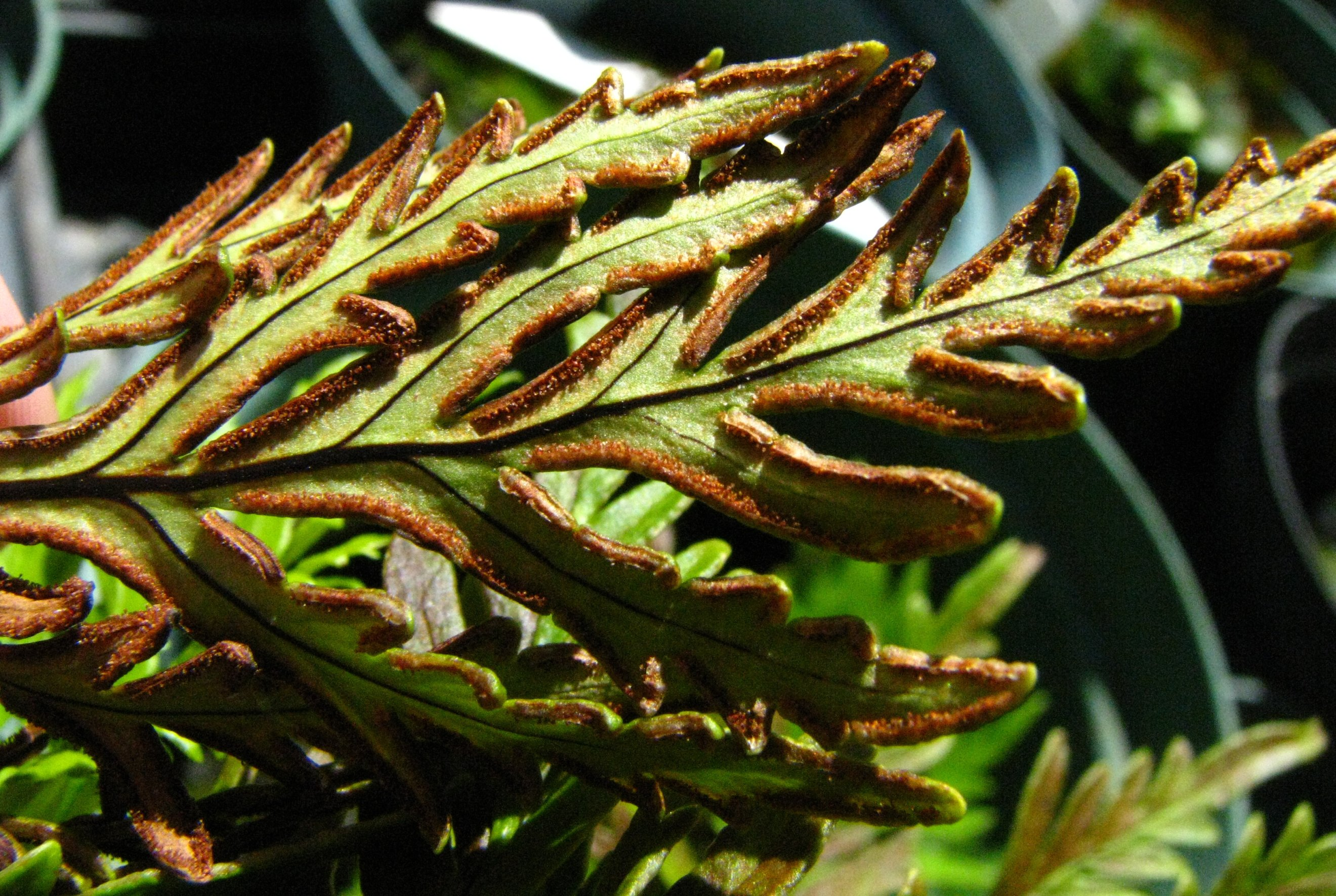
Detail spodní strany listu Doryopteris angelica s výtrusnicemi
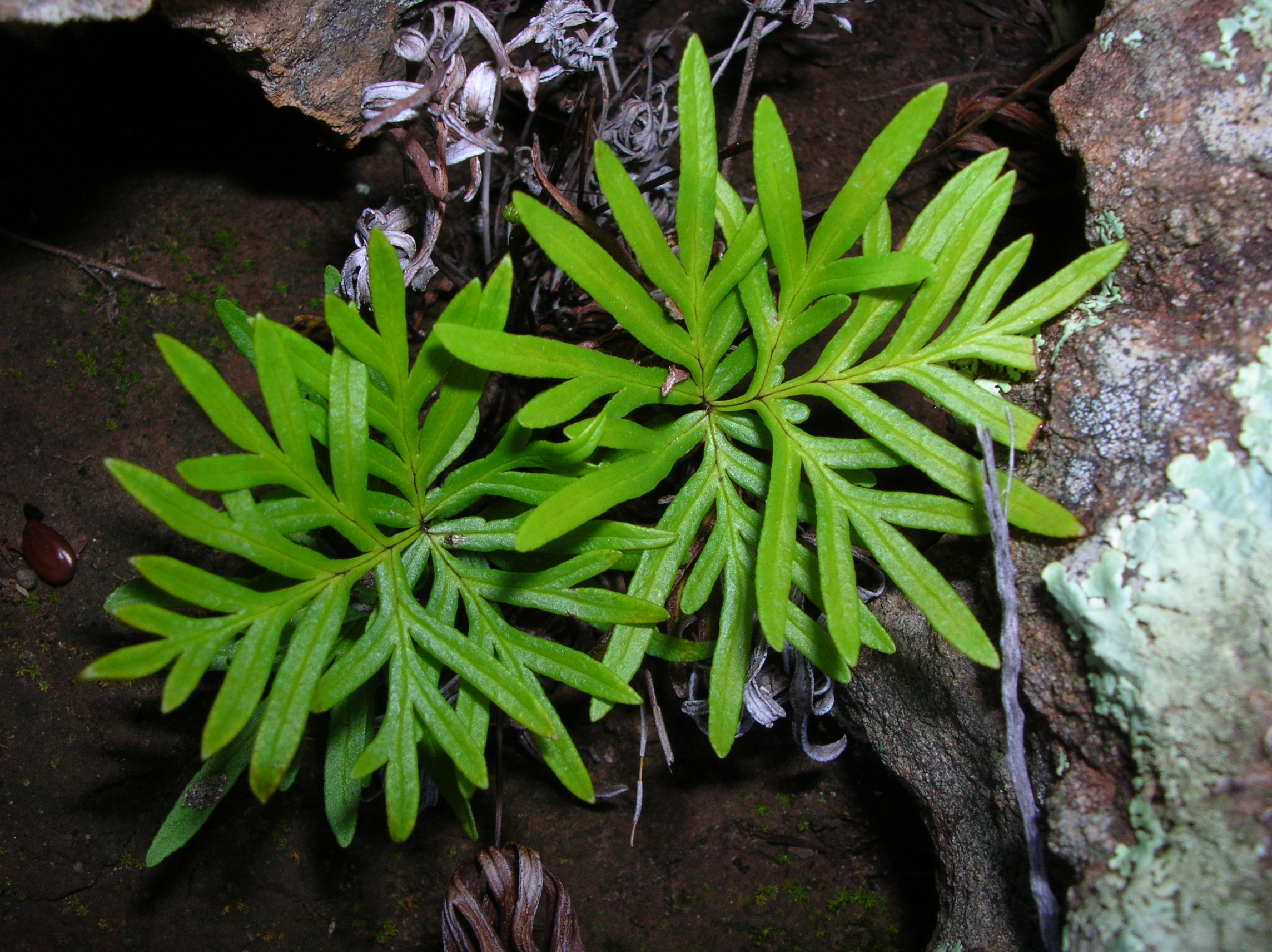
Doryopteris decipiens

## Rozšíření
Rod zahrnuje asi 35 druhů. Je rozšířen v tropech všech kontinentů. Největší počet druhů roste v tropické Americe, zejména v Brazílii. Nejrozsáhlejší areál má druh Doryopteris concolor, který je rozšířen od Indie a jižní Číny po Austrálii a Oceánii, v tropické Americe, Africe i na Madagaskaru.

## Taxonomie
Rod Doryopteris je v rámci čeledi Pteridaceae řazen do podčeledi Cheilanthoideae. Mezi blízce příbuzné rody náleží např. Cheilanthes, Adiantopsis či Hemionitis.

## Význam
Rozeklance mají nápadně tvarované listy a jsou občas pěstovány ve sklenících botanických zahrad.